# Lea Schüller
Lea Schüller (* 12. November 1997 in Tönisvorst) ist eine deutsche Fußballspielerin. Seit Juli 2020 steht sie beim FC Bayern München unter Vertrag und seit 2017 ist sie für die deutsche Fußballnationalmannschaft aktiv.

## Karriere

### Vereine

#### Jugend und Wechsel zur SGS Essen
Schüllers Interesse am Fußball erwachte im Alter von sechs Jahren, als sie die Männer-Europameisterschaft 2004 im Fernsehen sah. Zunächst spielte sie beim Hülser SV mit Jungen zusammen in geschlechtergemischten Teams. 2012 wurde Schüller von einem Talentscout angesprochen, woraufhin sie im Sommer 2012 in die Jugendabteilung der SGS Essen wechselte. Noch für die B-Juniorinnen spielberechtigt debütierte sie am 1. Dezember 2013 im Alter von 16 Jahren bei der 0:2-Heimniederlage gegen den VfL Wolfsburg in der Bundesliga.
Knapp vier Monate später, am 26. Februar 2014, erzielte sie beim 3:1-Auswärtserfolg gegen den BV Cloppenburg ihre ersten beiden Bundesligatore. Im Juli 2017 verlängerte Schüller ihren Vertrag bei der SGS Essen bis zum 30. Juni 2019.
Mit ihrer Mannschaft erreichte sie am 4. Juli 2020 das Finale um den DFB-Pokal gegen den VfL Wolfsburg und erzielte bei der 2:4-Niederlage im Elfmeterschießen mit dem Treffer zum 1:0 nach nur zwölf Sekunden das schnellste Tor im Pokalwettbewerb der Frauen.

#### FC Bayern München
Zur Saison 2020/21 wechselte Lea Schüller zum FC Bayern München. Die Nationalspielerin unterschrieb beim FCB einen Vertrag über drei Jahre.
Sie erhielt die Trikotnummer 11. In der Saison 2021/22 wurde Schüller als erste Spielerin des FC Bayern (16 Treffer in 22 Einsätzen) Torschützenkönigin der Bundesliga. Am 3. November 2022 gab der FC Bayern München die Vertragsverlängerung bis Juni 2026 bekannt.
2024 wurde sie für den Ballon d’Or féminin nominiert.
2025 gewann Lea Schüller zusammen mit dem FC Bayern München das Double aus Pokal und Meisterschaft, wobei sie im Pokalfinale mit drei Treffern und im Spiel um die Meisterschaft mit einem Tor Spielerin des Spiels wurde.

### Nationalmannschaft
2014 nahm Lea Schüller mit der U-17-Nationalmannschaft an der Weltmeisterschaft in Costa Rica teil und kam dort in allen drei Gruppenspielen zum Einsatz. Mit der U-19-Nationalmannschaft nahm sie an der vom 15. bis 27. Juli 2015 in Israel ausgetragenen Europameisterschaft teil, bestritt ebenfalls alle drei Gruppenspiele und das mit 2:4 im Elfmeterschießen gegen die Auswahl Schwedens verlorene Halbfinale. Im November und Dezember 2016 nahm sie für die U-20 des DFB an der U-20-WM in Papua-Neuguinea teil, schied aber mit dem Team im Viertelfinale gegen Frankreich aus. Allerdings zog sich Schüller beim Auftaktspiel gegen Venezuela eine schwere Knieverletzung zu, in deren Folge sie operiert werden musste und mehrere Monate ausfiel.

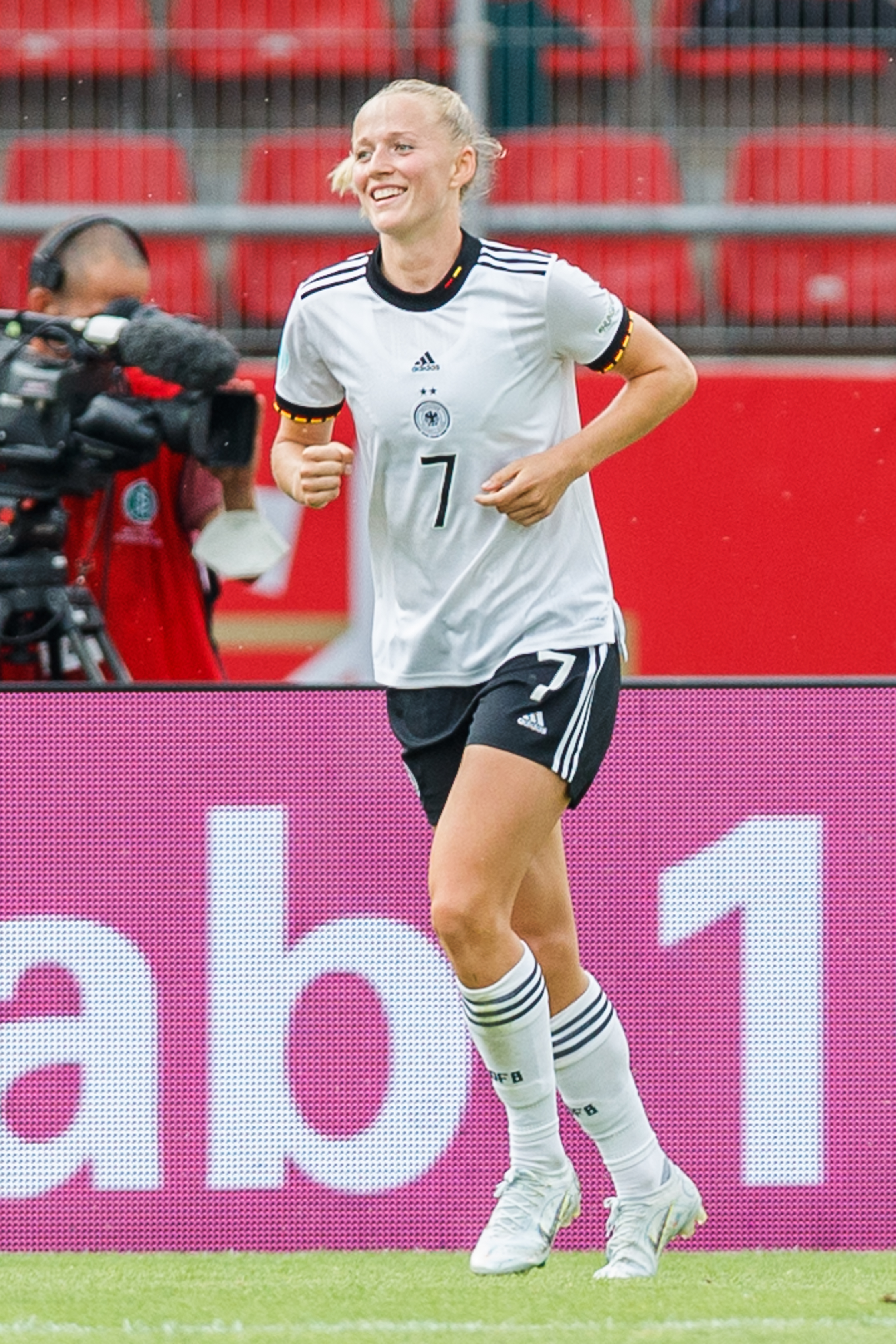
Lea Schüller (2023)

Im Juni 2017 wurde Schüller erstmals in die deutsche A-Nationalmannschaft berufen und nahm an einem Lehrgang unter Nationaltrainerin Steffi Jones in Harsewinkel teil. In den endgültigen 23-Spieler-Kader des DFB-Teams für die EM 2017 schaffte sie es jedoch nicht. 13 Olympiasiegerinnen waren bei der verjüngten deutschen Auswahl noch mit an Bord.
Bei ihrem A-Länderspieldebüt erzielte sie am 20. Oktober 2017 bei der 2:3-Niederlage im Qualifikationsspiel für die Weltmeisterschaft 2019 gegen Island in Wiesbaden ihr erstes Tor mit dem Treffer zum Endstand in der 88. Minute, neun Minuten nach ihrer Einwechslung für Leonie Maier. In ihrem sechsten Länderspiel am 7. April 2018 erzielte sie beim 4:0-Sieg über Tschechien alle vier Tore. Für die WM-Endrunde wurde sie von der neuen Bundestrainerin Martina Voss-Tecklenburg ins deutsche Team berufen. Mit der Nationalmannschaft schied sie im Viertelfinale aus.
Für die EM 2022 in England wurde sie von Voss-Tecklenburg in den Kader berufen. Schüller kam im ersten Gruppenspiel, das gegen Dänemark mit 4:0 gewonnen wurde, zum Einsatz und schoss dabei das Tor zum 2:0-Zwischenstand. Danach konnte sie aufgrund eines positiven COVID-19-Tests nicht eingesetzt werden und verlor ihren Stammplatz an Kapitänin Alexandra Popp, die bei jedem Einsatz mindestens ein Tor erzielte. Als Popp im Finale wegen muskulärer Probleme nicht mitwirken konnte, kam Schüller wieder zum Einsatz, wurde aber nach 67 Minuten ausgewechselt. Das deutsche Team erreichte das Finale, scheiterte aber an England und wurde Vizeeuropameister.
Für die WM 2023 wurde Schüller von Voss-Tecklenburg erneut in den Kader berufen und kam in allen drei Spielen der Gruppe H zum Einsatz. Dabei wurde sie in den ersten beiden Spielen jeweils eingewechselt und erzielte im ersten Spiel gegen Marokko das Tor zum 6:0-Endstand. Im letzten Spiel gegen Südkorea, das nach einer 1:2-Niederlage gegen Kolumbien gewonnen werden musste, stand sie in der Startelf. Durch ein 1:1 schied Deutschland jedoch erstmals nach der Gruppenphase aus.
Bei den Olympischen Spielen 2024 war Schüller Teil des Kaders von Horst Hrubesch und gewann durch den Sieg gegen Spanien die Bronzemedaille mit dem Team.
Für die Europameisterschaft der Frauen 2025 stand Schüller im Kader von Bundestrainer Christian Wück. Schüller teilte sich in den ersten vier Spielen die Spielzeit mit Giovanna Hoffmann und erzielte zwei Tore. Im verlorenen Halbfinale gegen Weltmeister Spanien wurde sie nach dem Rückstand in der Verlängerung eingewechselt.

## Erfolge
- Finalistin der Europameisterschaft 2022
- Olympische Bronzemedaille 2024
- Algarve-Cup-Siegerin: 2020 (kampflos)
- Deutsche Meisterin: 2020/21, 2022/23, 2023/24, 2024/25
- DFB-Pokal-Siegerin: 2024/25, Finalistin 2013/14, 2019/20, 2023/24
- DFB-Supercup-Siegerin: 2024
- Torschützenkönigin der Bundesliga: 2021/22

## Auszeichnungen
- 2022: Fußballerin des Jahres (VDS/Kicker)
- Silbernes Lorbeerblatt: 2024[19]

## Privates
Schüller studiert im Fernstudium Wirtschaftsingenieurwesen an der IU. Sie war von 2019 bis 2023 mit der österreichischen Sportseglerin Lara Vadlau liiert.
Im Juli 2025 gab sie ihre Beziehung mit der italienischen Nationalspielerin Martina Piemonte bekannt.

## Wissenswertes
Schüller beschreibt ihre gemeinsame Spielzeit in Jungen-Mannschaften als wichtige Erfahrung ihrer Karriere, da sie Tempo und Körpereinsatz mehr lernen musste, um sich physisch durchzusetzen.
Im April 2023 war sie als erste Profi-Fußballerin auf dem Cover der deutschen Vogue-Ausgabe. Im Interview mit dem Magazin machte sie zudem ihre Endometriose-Erkrankung erstmals öffentlich.
Schüller wünscht sich nicht primär gleiche Bezahlung für Männer und Frauen im Fußball, sondern die Schaffung gleicher Arbeitsbedingungen und ein Grundgehalt für Spielerinnen, mit dem die Sicherung ihres Lebensunterhalts gewährleistet ist, sodass die Frauen neben dem Fußball nicht noch einer beruflichen Neben- oder gar Haupttätigkeit nachgehen müssen. Schüller gibt ihr Erstgehalt, das sie bei der SGS Essen verdiente, mit 450 Euro an.